# 하산 쿠첵
하산 쿠첵은 추판의 손자로 추판 왕조의 왕이었으며 아제르바이잔 지역을 중심으로 추판 부족을 규합한 뒤 명목상의 칸인 사티 벡(아부 사이드 칸의 여동생)을 내세웠다.
이후 하산 쿠첵은 외부로 눈을 돌렸다. 당시 일 한국의 수도였던 타브리즈를 장악한 것은 자라이르 왕조의 하산 부주르그였다.
이를 마땅치 않게 여긴 하산 쿠첵은 1338년에 자라이르 왕조와 대결하여 승리를 거두었고 하산 부주르그가 내세운 칸인 무함마드는 살해당했고 추판 왕조는 우위를 점했다. 그로부터 2년 뒤인 1340년에 하산 쿠첵은 하산 부즈루그와 다시 맞붙어 또 한번 승리를 거두고 하산 부즈루그를 바그다드로 쫓아내는 데에 성공했다.
하지만 문제는 외부가 아닌 내부에 있었다. 하산 쿠첵이 규합한 추판 부족의 결속력은 매우 낮았고 일부는 자라이르 왕조로 변절하기도 하였다. 하산 쿠첵은 이러한 내부 갈등 과정에 휘말려 1343년에 암살당하고 말았다.
하산 쿠첵이 암살당한 이후 추판 왕조는 마렉 아시라프가 집권하였다.